# A Mistake
A Mistake è un film del 2024 diretto da Christine Jeffs e basato sull'omonimo romanzo di Carl Shuker.

## Distribuzione

### Data di uscita
Il film è stato proiettato in anteprima mondiale il 7 giugno 2024 al Tribeca Festival. In Italia è stato distribuito direct-to-video il 18 novembre 2024.

### Edizione italiana
La direzione del doppiaggio è di Alessio Pelicella e i dialoghi italiani sono curati da Martina Raimo per conto di Iyuno Italy che si è occupata anche della sonorizzazione.

## Accoglienza

### Critica
Sull'aggregatore di recensioni Rotten Tomatoes il film riceve il 74% delle recensioni positive.